# حصان مجنح

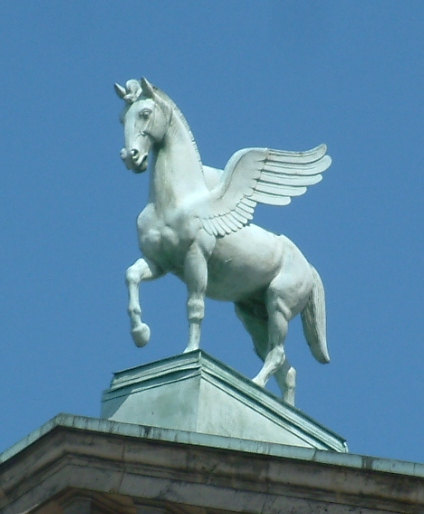
بيغاسوس، إلهام الحصان المجنح، على سطح دار الأوبرا في بوزنان (ماكس ليتمان، 1910

الحصان المجنح أو الحصان الطائر هو نوعٌ من المخلوقات الأسطورية، ويصّور غالبًا على أنه حصانٌ بأجنحة طائر. تظهر الأحصنة المجنحة في أساطير الثقافات المختلفة بما في ذلك الأساطير الإغريقيَّة.